# Hemisemidalis
Hemisemidalis is een geslacht van insecten uit de familie van de dwerggaasvliegen (Coniopterygidae), die tot de orde netvleugeligen (Neuroptera) behoort.

## Soorten
- H. barnardi (Kimmins, 1935) (1)
- H. bipunctata Meinander, 1983 (1)
- H. fulvipennis Szir?i, 1999 (1)
- H. hreblayi Szir?i, 1999 (1)
- H. kasyi (H. Asp?k & U. Asp?k, 1965) (1)
- H. kulickae Dobosz & Krzeminski, 2000 (1)
- H. longipennis (Tjeder, 1957) (1)
- H. pallida (Withycombe, 1924) (1)
- H. sharovi Meinander, 1975 (1)
- H. sinensis Liu, 1995 (1)